# دودمان چینگ

پرچم سلطنتی دودمان چینگ از سال ۱۸۸۹ تا ۱۹۱۲ میلادی.

دودمان چینگ (چینی: 清朝) دودمانی تونگوزی تبار غیر چینی با فرهنگ چینی بود که با نام‌های امپراتوری چینگ بزرگ، چینگ بزرگ، یا دودمان منچو نیز شناخته می‌شود، چهارمین امپراتوری بزرگ جهان و آخرین دودمان پادشاهی در چین بود که از سال ۱۶۴۴ تا ۱۹۱۲ میلادی بر چین حکمرانی می‌کرد. این دودمان با براندازی دودمان مینگ به قدرت رسید و با تشکیل جمهوری چین عمر این دوددمان پایان یافت.

## تاریخ
این سلسله توسط فردی از قبیله جورجی، طایفه آیسین-گیورو در منچوری واقع در شمال‌شرقی چین کنونی بنیان گذاشته شد. رئیس قبیله جورچن به نام نورهاچی فردی که در واقع تابع مینگ بود، در اواخر قرن شانزدهم میلادی شروع به متحد کردن خانواده‌های جورچن به سیستمی نظامی به نام بنرها کرد و به مرزهای مینگ، مغولان و چوسان هجوم آورد
سلسله چینگ برای اولین بار در سال ۱۶۳۶ توسط منچوها در منچوری (منطقه شمال شرقی چین کنونی) بنیان‌گذاری شد. در سال ۱۶۴۴ پایتخت چین در پکن توسط رهبر شورشیان لی زیچنگ تسخیر شد، این موضوع باعث شد منچوها از فرصت استفاده کنند و با شکست دادن سلسله مینگ و شورشیان، پایتخت را تصرف کنند و سلسله خود را در چین تأسیس کردند. منچوها با اتخاذ شکل حکومت مینگ، و ادامه به‌کارگیری مقامات مینگ، به شورش‌ها پایان دادند.
با این حال، برای تضمین کنترلشان بر دولت، سلسله چینگ اطمینان حاصل کرد که نیمی از مقامات سطح بالاتر از منچوها باشند. آنها به رهبران نظامی چینی که تسلیم شدند، درجات اشراف اعطا کردند، و با تشکیل ارتش استاندارد سبز سازماندهی شده، ارتشی که در سرتاسر قلمروشان برای محافظت، در برابر شورش‌های محلی مستقر بود، پایه‌های دولتشان را مستحکم تر کردند.
این امپراتوری در قرن ۱۸ به اوج خود رسید و از آن زمان رو به افول نهاد. دوران این سلسله همزمان با آغاز مدرن‌سازی چین و همچنین دخالت‌ها و کشمکش‌ها با دولت‌های استعماری بود. آخرین پادشاه این سلسله پویی در ۱۲ فوریه ۱۹۱۲ از سلطنت خلع شد.

## جنگ با چوسان
از بین رفتن دام‌های قبایل یورچن و همچنین مخالفت‌های خان‌های منچوری با سلسله مینگ، باعث شد نورهاچی خان انگیزه حمله به فوشون را داشته باشد. او در نبرد فوشون(۱۶۱۹ میلادی) پیروزی قاطعانه ای به‌دست‌آورد و توانست به دشمن اصلی سلسله مینگ تبدیل شود، اقدام نظامی علیه سلسله مینگ توسط نورهاچی برای چندین سال برنامه‌ریزی شده بود و موفقیت اولیه آن سر آغاز درگیری‌های او با سلسله مینگ و چوسان بود.
سلسله مینگ که از شکست جنگی و کشته شدن فرمانده معروفشان مینگ ژانگ چنگین حیرت‌زده بود، تدارک جنگ دیگری را در سال ۱۶۱۹ میلادی آماده کرد که به نبرد سرهو معروف شد.
سلسله مینگ با متحد خود یعنی سلسله چوسان روی هم ۱۳۳ هزار لشکر داشتند، که مجهز به توپ‌های دستی و تفنگ بودند.
هنگامی که آنها به رودخانه هون رسیدند، قصد حمله شبانه به قبایل جورچن کردند، در حالی که یورچن‌ها به رهبری نورهاچی خان در آن طرف رودخانه تدارکات دفاعی دیده بودند و توانستند متحدان مینگ_چوسان را غافلگیر کرده شکست سنگینی بر آن‌ها وارد کنند به‌طوری که بیش از ۷۳ هزار تن از نیروهای کره ای و چینی در این جنگ کشته شدند.
در سال ۱۶۲۷ میلادی جورچن‌ها به رهبری گروهی از فرماندهان شان مثل هونگ تایجی امین و جرگلانگ تهاجم گسترده‌ای به مرزهای چوسان انجام دادند، و به سرعت مرزبانی‌ها و پادگان‌های آنها را نابود کردند، آنها در کمتر از یک ماه آنجو و اویجو را تصرف کردند و پیونگ یانگ را محاصره و غارت کردند، بعد از تسلیم شدن اینجو پادشاه سلسله چوسان مذاکره صلحی بین آن‌ها رخ داد که طبق شروط آن باید سلسله چوسان به یک دولت خراج گذار منچوری تبدیل شود و هچنین مرز و پادشاهی جین پسین را به رسمیت بشناسد.
در سال ۱۶۳۶ هونگ تایجی سلسه چوسان را به خیانت به چینگ و پناه دادن به فراریان و تأمین غلات ارتش مینگ متهم کرد. بعد از آن امپراتور اینجو با نمایندگان مانچویی استقبال توهین آمیز و سردی کرد، و حتی از ملاقات با آنها و ارسال نامه امتناع کرد، که نمایندگان را شوکه کرد، که باعث خشم هونگ تایجی و آغاز جنگ شد.
قبل از تهاجم به چوسان هونگ تایجی، آباتای، جرگلانگ و آجیگه را برای ایمن‌سازی مسیرهای ساحلی به کره فرستاد تا مینگ که متحد اصلی چوسان بود نتواند نیروهای کمکی بفرستد.
نظامیان یورچن به‌سرعت در خاک چوسان پیشروی کردند و با وجود اینکه در چند نبرد شکست خوردند به تصرفات خودشان ادامه داده و بر نیروهای کره ای فائق آمدند، فرماندهان یورچن دورگون و هوگ یک نیروی پیشتاز را مستقیماً به هانسئونگ هدایت کردند تا از فرار پادشاه اینجو به جزیره گانگوا مانند جنگ قبلی جلوگیری کنند. در ۱۴ دسامبر، پادگان‌های هانسئونگ شکست خوردند و شهر به تصرف یورچن‌ها درآمد. پانزده هزار نیرو که برای نجات شهر بسیج شده بودند هم توسط ارتش دورگون شکست خوردند.
امپراتور اینجو به همراه ۱۳۸۰۰ سرباز به قلعه ای پناه بردند که آذوقه کافی برای چنین تعداد زیادی از سرباز وجود نداشت، با این حال لشکر ۷۰ هزار نفریه یورچن‌ها توانست قلعه را محاصره کند، که باعث شد نیروهای از سراسر چوسان برای نجات امپراتور بسیج شوند. نیروهای تحت فرمان هونگ میونگ گو و یو لیم، با سلاح گرم به یورچن‌ها حمله کردند و توانستند آن‌ها را به عقب برانند با این وجود آنها با دور زدن و غافلگیر کردن کره ای‌ها توانستند آنها را شکست دهند درگیری و کشمکش تا مدت‌ها طول کشید و حتی نیروهای کره ای توانستند چندبار با توپ‌های جنگی و سلاح گرم مهمات و سربازان یورچن را منفجر کنند، با وجود موفقیت‌هایشان، دورگون جزیره گانگوا را در ۲۷ ژانویه اشغال کرد و پسر دوم و همسران امپراتور اینجو را اسیر کرد. پادشاه اینجو روز بعد تسلیم شد.
بعد تسلیم شدن امپراتور اینجو او شرایط صلح با سلسله چینگ را پذیرفت، که طبق آن باید سلسله چوسان به یک دولت دست نشانده چینگ تبدیل شود و همین‌طور دو پسرش را به‌عنوان گروگان به دربار چینگ بفرستد.